# Ŭnch'ŏn-gun
Ŭnch'ŏn-gun (koreanska: 은천군, Ŭnch’ŏn-gun) är en kommun i Nordkorea.   Den ligger i provinsen Södra Hwanghae, i den sydvästra delen av landet, 50 km sydväst om huvudstaden Pyongyang.